# Верхлесе
Верхлесе (пол. Wierchlesie, нім. Wierschlesche, 1936-45: Hohenwalde) — село в Польщі, у гміні Ємельниця Стшелецького повіту Опольського воєводства.
Населення — 314 осіб (2011).

## Демографія
Демографічна структура станом на 31 березня 2011 року:
|          | Загалом | Допрацездатний вік | Працездатний вік | Постпрацездатний вік |
| -------- | ------- | ------------------ | ---------------- | -------------------- |
| Чоловіки | 149     | 19                 | 102              | 28                   |
| Жінки    | 165     | 31                 | 96               | 38                   |
| Разом    | 314     | 50                 | 198              | 66                   |